# Tanggulrejo (Manyar)
Tanggulrejo is een bestuurslaag in het regentschap Gresik van de provincie Oost-Java, Indonesië. Tanggulrejo telt 2065 inwoners (volkstelling 2010).